# Płetwal antarktyczny
Płetwal antarktyczny (Balaenoptera bonaerensis) – gatunek ssaka morskiego z rodziny płetwalowatych (Balaenopteridae).

## Taksonomia
Gatunek po raz pierwszy zgodnie z zasadami nazewnictwa binominalnego opisał w 1867 roku niemiecko-argentyński zoolog Hermann Burmeister nadając mu nazwę Balænoptera bonærensis. Holotyp pochodził z obszaru ujścia Riachuelo Medrano, na zachodnim brzegu estuarium La Platy, w pobliżu Belgrano, w prowincji Buenos Aires, w Argentynie. Holotypem był kompletny szkielet samca (numer katalogowy MACN 15626) znaleziony 3 lutego 1867 roku (obecnie ocalała jedynie czaszka).
Do lat 90. XX wieku B. bonaerensis był traktowany jako duży podgatunek półkuli południowej w obrębie B. acutorostrata. Na podstawie badań mitochondrialnego DNA ustalono, że gatunki te prawdopodobnie oddzieliły się od siebie 5 milionów lat temu, w pliocenie. Autorzy Illustrated Checklist of the Mammals of the World uznają ten gatunek za monotypowy. 

### Etymologia
- Balaenoptera: rodzaj Balaena Linnaeus, 1758 (wal); gr. πτερον pteron „płetwa”[15].
- bonaerensis: Buenos Aires, Argentyna[2].

## Zasięg występowania
Płetwal antarktyczny występuje na półkuli południowej, od wód tropikalnych (7° szerokości geograficznej południowej) do krawędzi paku lodowego (65° szerokości geograficznej południowej) wokół kontynentu antarktycznego i w obrębie paku lodowego; jeden zapis u wybrzeży Surinamu (4° szerokości geograficznej północnej) na półkuli północnej.

## Morfologia
Długość ciała 8,4–10,2 m; masa ciała 6,8–11 t. Występuje dymorfizm płciowy: dorosłe samice płetwala antarktycznego mogą być do 100 cm dłuższe od dorosłych samców. Średnia długość dojrzałych płciowo samic i samców wynosi odpowiednio 900 cm i 840 cm. Noworodki osiągają długość ciała około 280 cm przy ciężarze 455 kg. Podobny do nieco mniejszego płetwala karłowatego. Grzbiet ciemnoszary, brzuch jasny. Od płetwala karłowatego odróżnia go brak białej plamy na płetwach, a także nieco większa czaszka.

## Ekologia

### Tryb życia
Mogą żyć samotnie, ale zazwyczaj tworzą grupy składające się z 2–4 osobników. Pływają dość szybko – osiągają prędkość 20 km/h. Zazwyczaj na powierzchnię wody wypływają co 2–6 minut, by zaczerpnąć 5-8 oddechów, mogą jednak przebywać pod wodą do 20 minut. Żywią się krylem, zwłaszcza krylem antarktycznym. W ich żołądkach znajdowano także kryle z gatunków Euphasia frigida i Thysanoessa macrura. Zwyczaje żywieniowe odróżniają je od żywiących się rybami płetwali karłowatych. Pożywiają się zazwyczaj wczesnym rankiem i późnym wieczorem.

### Rozmnażanie
Niewiele wiadomo o zwyczajach rozrodczych tych waleni. Rozmnażają się w lecie. Samica po 10-miesięcznej ciąży rodzi jedno młode, które karmi mlekiem przez 3–6 miesięcy. Samce nie biorą udziału w wychowaniu potomstwa. Młode opuszcza matkę w wieku 2 lat, dojrzałość płciową osiąga w wieku 7 lat. Najstarszy znany osobnik żył 73 lata.

## Zagrożenia
W Czerwonej księdze gatunków zagrożonych Międzynarodowej Unii Ochrony Przyrody i Jej Zasobów został zaliczony do kategorii NT (ang. near threatened „bliski zagrożenia”). Głównym naturalnym wrogiem tych zwierząt jest orka. Często poławiane są także przez japońskich wielorybników. Dane dotyczące liczebności gatunku nie są znane, jednak prawdopodobnie spadła ona znacznie pod koniec XX wieku.